# Jean-Yves Lechevallier
Jean-Yves Lechevallier [ʒɑ̃ iv ləʃəvæljeɪ] nasceu em 1946, em  Ruão, Normandia é um artista visual; escultor e pintor francês, e laureado da arte competição  La flamme de l'Europe (Chama da Europa) organizado pelo Robert Schuman  associação para a Europa em 1977 para comemorar  o 20° aniversário dos Tratados de Roma. O projecto recebeu o apoio de Jean Monnet e a sua escultura foi inaugurada pelo presidente do Senado, Alain Poher, Oto de Habsburgo-Lorena também marcou presença.

## Biografia

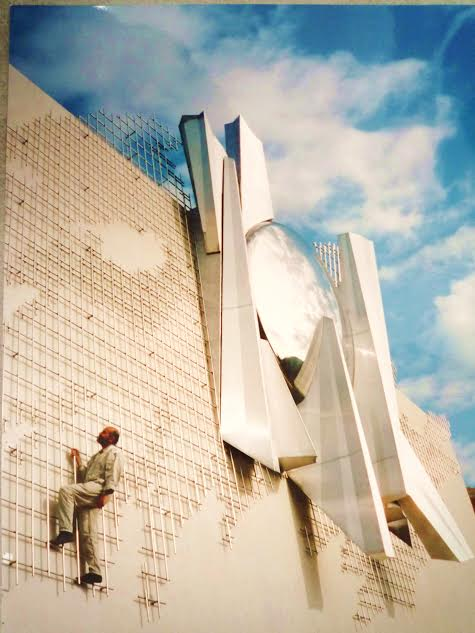
Point d'Orgue. Jean Yves Lechevallier

Sendo seu pai era um arquiteto, Jean Yves Lechevallier cresceu rodeado de projetos, esboços e maquetes.
Sua primeira escultura conhecida foi de uma pedra trazida de volta de uma viagem com a família a Les Baux-de-Provence.
Artista precoce, apenas com 15 anos, apresenta a sua primeira exposição individual de esculturas (esculpidas à mão) de animais em pedra de Provence, na Galeria Prigent de Rouen, em 1961.

Em 1966, aos 20 anos, ele obteve sua primeira encomenda oficial graças a um amigo da família, o arquiteto urbano Robert Louard, responsável da construção de um novo bairro residencial em uma ilha em Rouen.A escultura chama-se Voile (Vela) e faz referência à vela dum barco.
Graduou-se na Escola de Belas Artes Regional em Rouen  eo ENSAD, Escola Superior de Artes Visuais e Design, em Paris.
Seu primeiro trabalho foi como criador de modelo para o arquiteto Badini.

## Trabalho artístico
Jean-Yves Lechevallier é influenciado pelas reflexões do escultor e poeta Jean Arp em torno das noções de Natureza e de Escultura.
Sua obra é bastante diversificada em termos de materiais, composição e estilo: ele cria relevos baixos e altos, murais, mosaicos, cariátides e peças monumentais. Seus materiais preferidos são: madeiras exóticas, pedra e mármore, metais, como cobre, alumínio, bronze ou aço inoxidável, poliéster e concreto, por vezes reforçado com fibra de inclusão. De fato, suas particularidades motivaram um fabricante de cimento a criar um mistura especial chamado cridofibre, que hoje é uma marca registrada .
Algumas das suas obras são clássicas mas sem academismos. Outras misturam materiais antagónicos à primeira vista mas que se valorizam mutuamente (Red Love).
Durante o período de reconstrução do pós-guerra, graças à política cultural francesa,( promoção da cultura e apoio subsidiado para as artes na França),
Lechevallier  participou de concursos públicos e foi contratado para produzir obras para municípios e para o governo francês. Estas obras são parte da paisagem arquitetônica de hoje em muitas cidades em toda a França, principalmente na Normandia, Paris ea Riviera . Pode-se vê-las em locais públicos, como em jardins, praças, escolas, quartéis de bombeiros e policiais, instituições de ensino superior, complexos residenciais, bem como em algumas áreas naturais preservadas, como La Croix des Gardes no parque florestal acima da cidade de Cannes.
Lechevallier tem preferência por peças monumentais ao ar livre. Como Corinne Schuler diz em Sentiers de la Sculpture: "By forcing art into confined spaces, you lose so much in terms of its beauty."trad. "Ao forçar a arte em espaços confinados, você perde tanto em termos da sua beleza."
Dois exemplos específicos deste são Point d'orgue e Croix des Gardes:
- A escultura Point d’orgue (1992) presa às rochas, na entrada do túnel de Mónaco, onde as superfícies convexas em aço polido ganham uma coloração e reflectem os tons e as matizes variantes, tanto suaves como mais fortes, da aurora ao crepúsculo. Todos estes elementos reunidos fazem com que seja uma obra que se anima e que  acaba por integrar o próprio ambiente, a própria natureza que a rodeia.
- A “Croix des Gardes” (Cruz das Guardas), é uma estrutura de aço espumante no topo de uma colina com vista para o Mar Mediterrâneo, portanto, pertencente a antiga tradição de construções simbólicas de alta altitude dominam amplos horizontes.

Outra das especialidades de Lechevallier são as fontes, que demonstram como o movimento e sonoridad da água podem a escultura cantar.
- Fonte Cristaux , em Paris, uma homenagem ao músico Béla Bartók é uma transcrição escultural de pesquisa do compositor na harmonia tonal.[13]
- Fonte Polypores em Paris, aparecem no filme musical por Alain Resnais , On connaît la chanson: É Sempre a Mesma Cantiga (título em Portugal) ou Amores Parisienses (título no Brasil).[14]

## Obras
A seleção:
- Voile (vela), Isle Lacroix, Rouen, 1966
- Fonte Fleurs d'eau (água Flores), às margens do rio Sena, em Rouen, 1975
- Fonte Cristaux, Béla Bartók Homenagem a Béla Bartók na praça, Paris, 1980
- Polypores Fonte inspirada nos Polyporus cogumelos, Paris, 1983 [15]
- Fonte Concretion, Théoule-sur-Mer,[16] 1987
- Humakos V, Peymeinade de 1989
- La Croix des Gardes, onde os serviços religiosos são realizados em ocasiões,[17] 1990
- Aile Entravée (Fettered Wing) concebido durante a Guerra do Golfo , Jardins do Museu de Belas Artes, em Menton [18][19] 1991,
- Point d'orgue, Túnel de Monaco, 1992
- Structuration F1 para Ferrari em Maranello Italie, incorporando o corpo F1 criado por Michael Schumacher ,[20] 2002
- Fonte Spirale, Saint-Tropez,[21] 2007
- Fonte Fungia, Draguignan,[22] 2007
- Red Love[23][24] (Amor vermelho), 2009

Mais obras existem realizadas por empresas privadas e colecionadores na Alemanha, França, Mónaco, e os EUA.

## Galeria

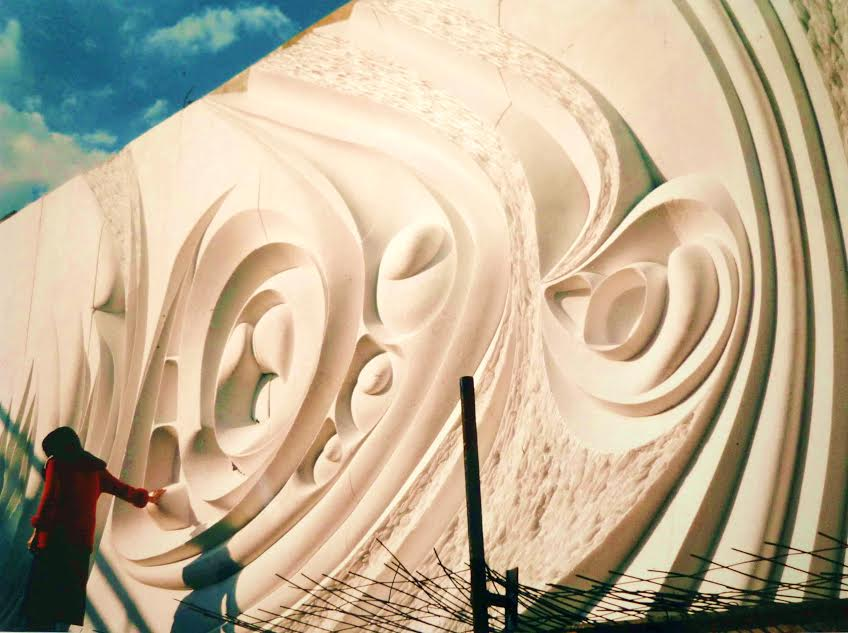
La lutte des élements, Le Chesnay
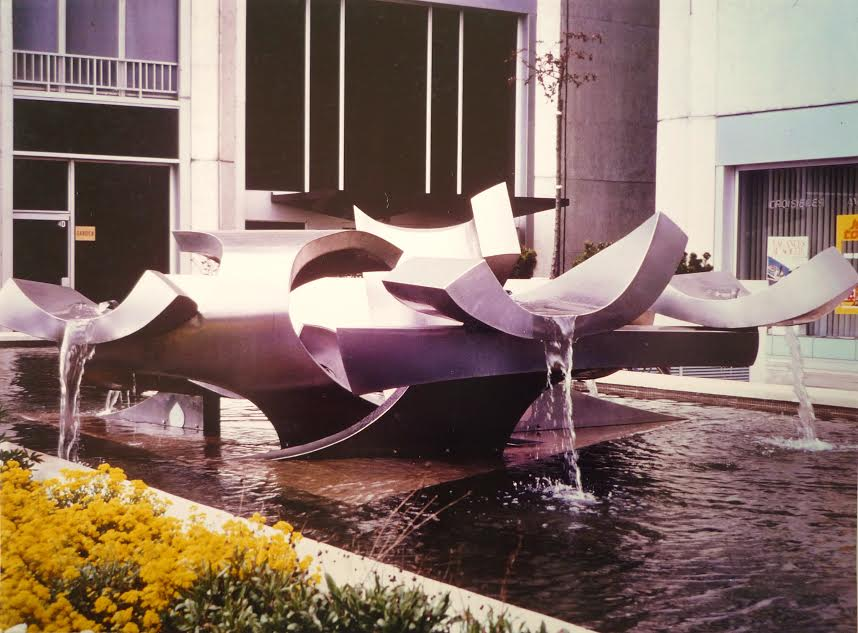
Fonte Fleurs d'eau, Rouen
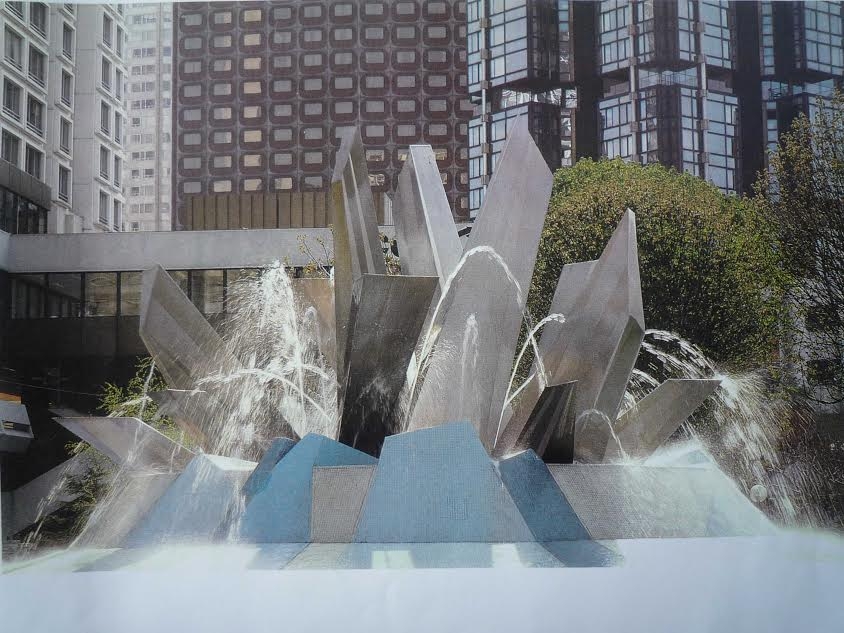
Fonte Cristaux, Paris
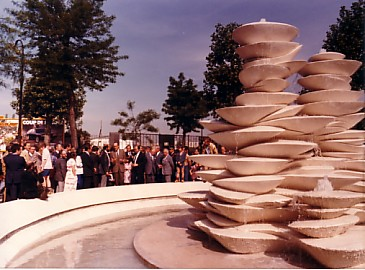
Fonte Polypores, Paris
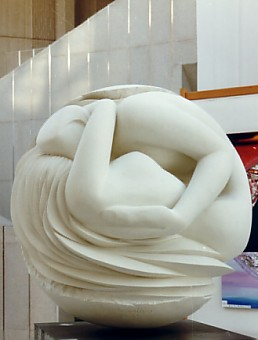
Sculpture Humakos V, Peymeinade,
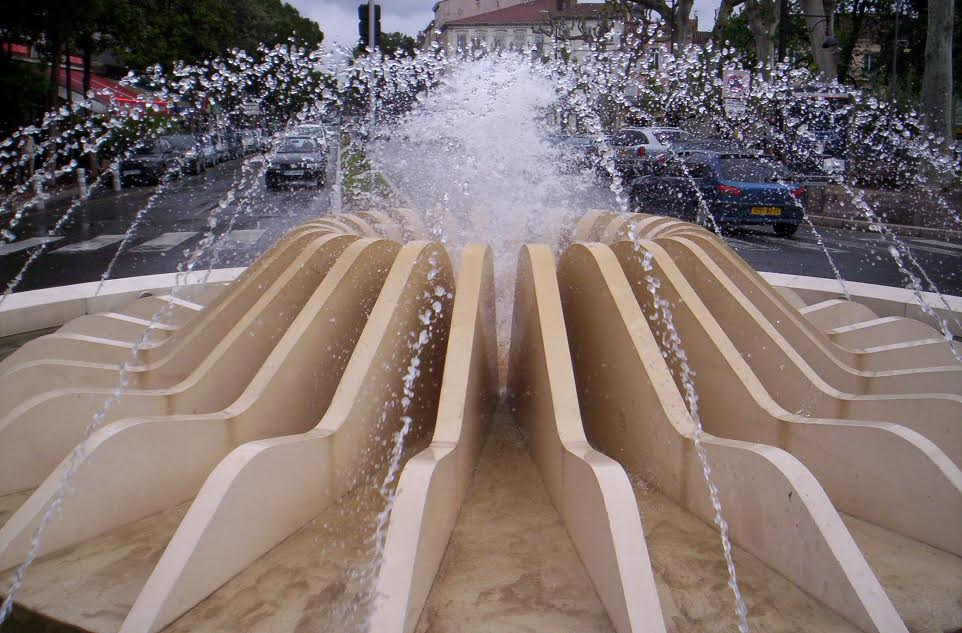
Fonte Fungia, Draguignan

## Exposições, feiras e Prêmios
A seleção:
- Museu de Arte Moderna, Fundação Enzo Pagani,[26] Castellanza (Va) Italie, 1973
- Museu Municipal Mougins (esculturas, pinturas e desenhos), 1993
- Chapelle Saint-Jean-Baptiste de Saint-Jeannet. (Quadrige Gallery), 1995
- Sentiers de la Sculpture, Polo Club Saint Tropez, 2010
- Salon Réalités Nouvelles,[27] Paris, 1972
- Salon de Mai , Paris, 1999
- Laureado "Chama da Europa", 1977
- Top prêmio em escultura, Patrick Baudry acampamento Espaço, 1991
- Prêmio de Honra da cidade de Grasse , para a Europa Show, 1990
- Selecionado para o Fujisankei Utsukushi-Ga-Hara[28] pelo Hakone Open Air Museum, no Japão (Humakos V), 1993